# Burg Dankwarderode
Die Burg Dankwarderode am Burgplatz in Braunschweig ist eine sächsische Niederungsburg. Sie war über Jahrhunderte Residenz der Braunschweiger Herzöge und ist heute Teil des Herzog Anton Ulrich-Museums.

## Bau- und Nutzungsgeschichte

### Mittelalter
Auf einer natürlichen damaligen Okerinsel bestand bereits im 11. Jahrhundert eine Befestigung der brunonischen Grafen, die erstmals 1134 als castrum Tanquarderoth urkundlich genannt wurde. Ihre Frühzeit lässt sich nur anhand der unter schwierigen Bedingungen stattgefundenen Ausgrabungen im Vieweghaus erschließen. Als ältestes mittelalterliches Zeugnis wurde dabei eine Siedlungsschicht aus der 2. Hälfte des 9. Jahrhunderts angetroffen. Im 10. Jahrhundert wurde ein Wall errichtet. Über die Erbauer dieser ca. 140 × 120 m großen Wallburg und ihre ursprüngliche Funktion lassen sich keine gesicherten Aussagen treffen. Nach einem wohl vor 1030 stattgefundenen Brand wurde der Wall durch eine vorgeblendete Steinmauer verstärkt. In der 2. Hälfte des 11. Jahrhunderts wurde dieser Wall mit Blendmauer durch eine gemörtelte Steinmauer ersetzt. Diese Baumaßnahmen wurden durch die Brunonen verantwortet, die in männlicher Linie 1090, in weiblicher Linie 1117 ausstarben. Von der letzten Brunonin Gertrud ging die Burg über ihre Tochter Richenza an Lothar von Supplinburg. Dessen Enkel Heinrich der Löwe erbaute an ihrer Stelle etwa von 1160 bis 1175 die Burg Dankwarderode als seine Pfalz. Ein Herzog Dankward als Namensgeber ist historisch nicht belegt.
Die Inselburg nahm die gesamte Größe der seit dem 19. Jahrhundert nicht mehr existierenden Okerinsel ein, also etwa von Münzstraße bis Vieweghaus und von Ruhfäutchenplatz bis Domplatz. In Anlehnung an die Kaiserpfalz Goslar wurde das Hauptgebäude als doppelgeschossiger Palas mit Doppelkapelle angelegt. Es bestand ein direkter Zugang vom Obergeschoss in das Nordquerhaus des seit 1173 im Bau befindlichen Domes. Das Erdgeschoss des ca. 42 × 15 m großen Gebäudes hatte wie die Goslarer Pfalz eine Fußbodenheizung.  Südöstlich schlossen sich an ihn die Burgkapelle und weitere Steingebäude wie die herrschaftlichen Wohnräume und eine Kemenate an.
Dankwarderode und große Teile der Altstadt wurden 1252 durch einen Brand zerstört. Bis 1282 war Dankwarderode herzogliche Residenz, bevor der Hof des Fürstentums Braunschweig nach Wolfenbüttel verlegt wurde. Wie die Stadt Braunschweig gehörte die Burg Dankwarderode nach der Teilung des Herzogtums Braunschweig 1267/69 in zwei – und später drei weitere – Fürstentümer zum Gemeinschaftsbesitz aller Linien des welfischen Herzogshauses.
Zudem verlor die Burg früh ihre Bedeutung als Wehrbau der Stadt. Sie wurde militärisch bedeutungslos und durch die Anlage neuer Stadtbezirke umschlossen.

### Renaissance bis 19. Jahrhundert
In der ersten Hälfte des 16. Jahrhunderts brannte der Palas ab. Es erfolgte keine Reparatur, einerseits aufgrund der gespannten Beziehungen zwischen Stadt und Welfenhaus und andererseits weil sich außer Braunschweig-Wolfenbüttel keine anderen Teilfürstentümer an den Kosten beteiligen wollten.
Die Mauern der Burg wurden in den 1580er Jahren abgetragen. Der Palas wurde zwischen 1616 und 1640 durch einen nach Süden verlängerten Neubau im Stil der Renaissance ersetzt.  Die anderen Burganlagen verfielen im Laufe der Jahrhunderte und wurden abgetragen. Der Burggraben existierte noch bis 1798 und wurde dann unterirdisch kanalisiert, um Platz für Neubauten zu schaffen. Seitdem bezieht sich die Bezeichnung Burg Dankwarderode nur noch auf den heute in rekonstruierter Form noch sichtbaren Palas.
In den Jahren 1635 bis 1643 war der in dieser Zeit auch als 'Mosthaus' bezeichnete Bau Sitz Herzog Augusts des Jüngeren († 1666), bevor dieser die Residenz nach Wolfenbüttel verlegte. Herzog Anton Ulrich ließ in den Jahren 1690 bis 1700 Anbauten durch Völcker und Korb errichten. Die Burgkapelle St. Georg und St. Gertrud ließ man Ende des 17. Jahrhunderts nach einem Brand abbrechen. 1797/98 wurde das Burgtor abgerissen.
In den Jahren 1763 bis 1765 wurde der südliche Teil des Palas für Ferdinand, den Bruder Herzog Karls I., durch Carl Christoph Wilhelm Fleischer umgebaut ('Ferdinandsbau'). Seit 1808 diente der Palas als Kaserne. Nach einem Brand in der Nacht zum 21. Juli 1873 war der Abriss zugunsten des Straßenbaus geplant, was durch Bürgerproteste verhindert werden konnte. 1878 erwarb die Stadt, durch einen Staatszuschuss, die Ruine.

### Rekonstruktion und Neuaufbau
Der Palas wurde von Stadtbaurat Ludwig Winter 1887 bis 1906 auf der Grundlage intensiver archäologischer Untersuchungen auf Kosten des Regenten Prinz Albrecht rekonstruiert und als neoromanischer Bau wieder errichtet. Im Zuge der Sicherung der mittelalterlichen Substanz konnte Winter den mittelalterlichen Grundriss weitgehend rekonstruieren. Zur historischen Substanz gehören die Säulenarkade im Untergeschoss sowie die zur Münzstraße zeigende Rückwand des Palas mit den romanischen Fenstern des Rittersaales. Alles Weitere, insbesondere die bekannte Fassade zum Burgplatz hin, sind Rekonstruktionen im Sinne des Historismus und haben in dieser Form höchstwahrscheinlich nicht bestanden.
Der heutige zweigeschossige Saalbau (15 × 42 m) besteht aus dem 'Knappensaal' im Erdgeschoss und dem in freier Rekonstruktion entworfenen Rittersaal im Obergeschoss. Die historisierende Ausmalung erfolgte durch den Hofdekorationsmaler Adolf Quensen. Während des Zweiten Weltkrieges erlitt der Bau einen Volltreffer durch eine Sprengbombe, was die Dachbalkenkonstruktion des Rittersaales sowie die historistische Ausmalung weitgehend zerstörte. Nach dem Krieg wurden die Schäden provisorisch beseitigt.
Seit 1963 beherbergt der schlichte Knappensaal im Erdgeschoss die Mittelalter-Abteilung des Herzog Anton Ulrich-Museums, unter anderem mit dem Original des Braunschweiger Löwen, der im 12. Jahrhundert auf dem benachbarten Burgplatz aufgestellt wurde, sowie dem Kaisermantel Ottos IV. Der Rittersaal im ersten Obergeschoss wurde Anfang der 1990er Jahre aufwendig rekonstruiert und die Ausmalungen nach originalen Vorlagen wiederhergestellt. Er wird heute für Veranstaltungen und wechselnde Ausstellungen genutzt und kann ansonsten nicht besichtigt werden.
In dem an den Rittersaal nördlich anschließenden Raum befinden sich zwei offene Kamine mit je zwei Säulen aus Aquäduktenmarmor, einem sehr seltenen Gestein.

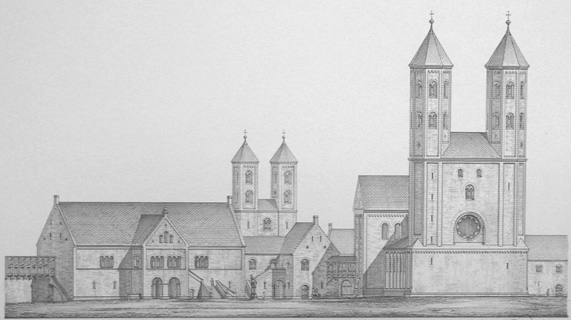
Die Burg Dankwarderode im Mittelalter, Rekonstruktion des mutmaßlichen Zustands von 1200 von Ludwig Winter 1884
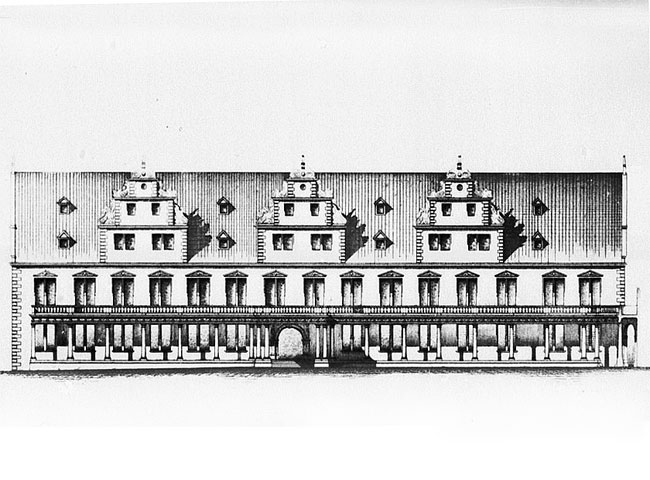
Burg Dankwarderode um 1720
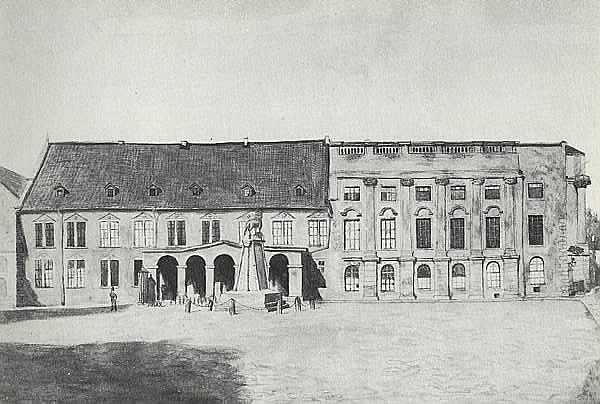
Burg Dankwarderode um 1865
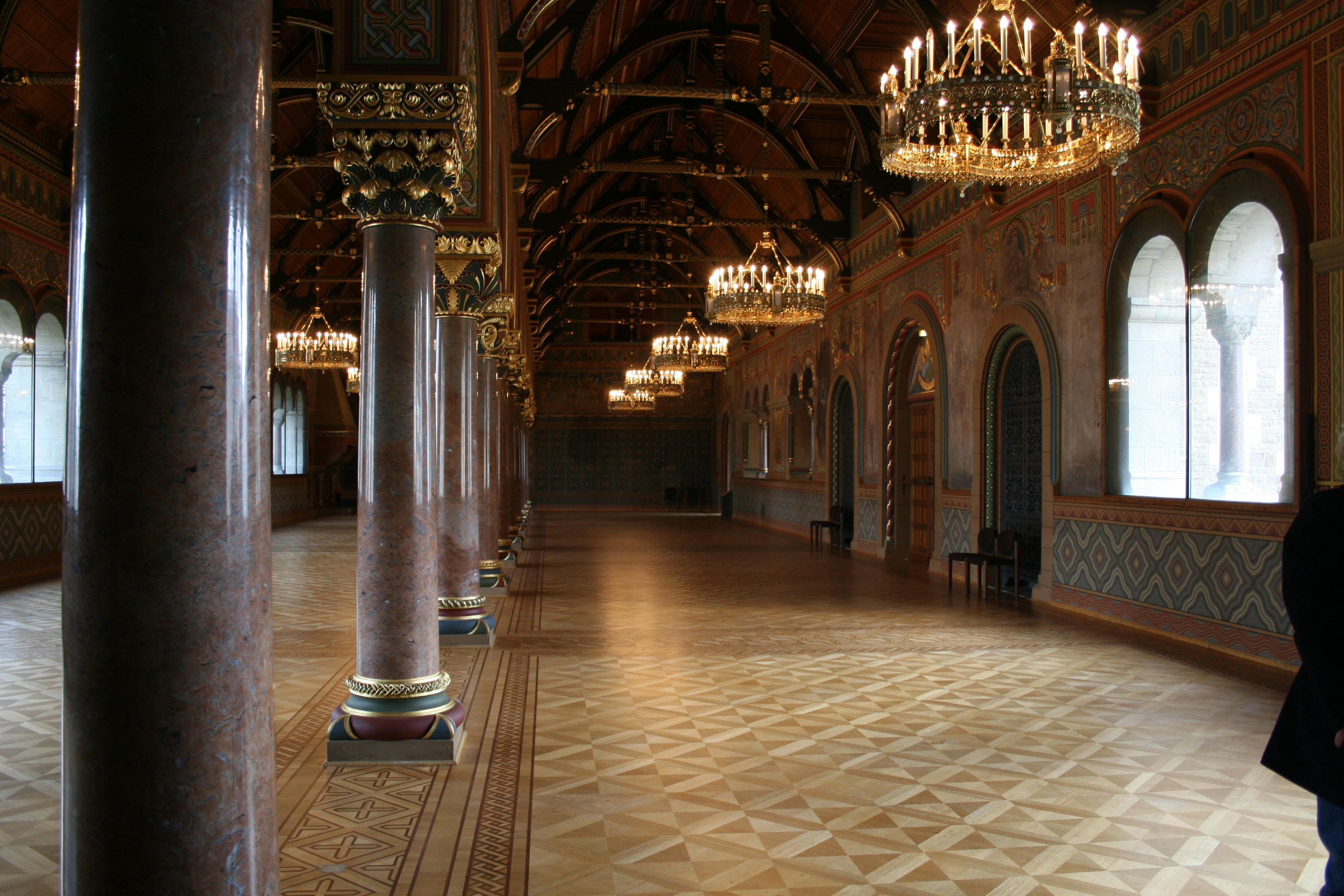
Rittersaal in der Burg Dankwarderode
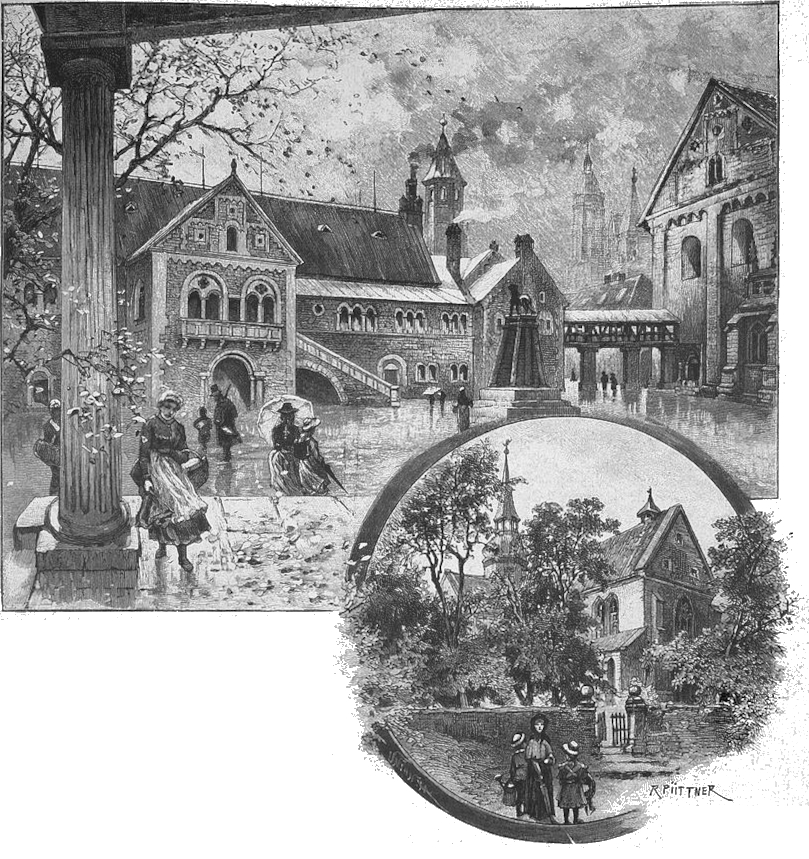
Burg Dankwarderode und Abtei Riddagshausen von Richard Püttner um 1894